# Noelia Ramos
Noelia Ramos Álvarez (San Cristóbal de La Laguna, Santa Cruz de Tenerife, Canarias, España; 10 de febrero de 1999) es una futbolista española. Juega como portera y actualmente ha sido fichada por el UDG Tenerife. Es hermana gemela de la también futbolista Natalia Ramos.

## Clubes
| Club                     | País   | Año         |
| ------------------------ | ------ | ----------- |
| U.D. Granadilla Tenerife | España | 2015 - 2017 |
| Levante U.D.             | España | 2017 - 2018 |
| Sevilla F. C.            | España | 2018 - 2021 |
| U.D. Granadilla Tenerife | España | 2022 - Act. |

## Palmarés

### Campeonatos internacionales
| Título         | Equipo              | Sede              | Año  |
| -------------- | ------------------- | ----------------- | ---- |
| Europeo Sub-17 | Selección de España | Islandia          | 2015 |
| Europeo Sub-19 | Selección de España | Irlanda del Norte | 2017 |

### Distinciones individuales
| Distinción                       | Año  |
| -------------------------------- | ---- |
| Guante de Oro del Mundial Sub-17 | 2016 |